# Джоши, Мурли Манохар
Мурли Манохар Джоши (англ. Murli Manohar Joshi; род. 5 января 1934, Дели, Британская Индия) — индийский политический и государственный деятель, один из ведущих членов Бхаратия джаната парти, член индуистской националистической организации «Раштрия сваямсевак сангх», министр социального развития Индии (1998—2004), министр науки и технологий Индии (1999—2004).

## Награды
- Падма вибхушан (2017).
- Орден Дружбы (6 декабря 2013 года, Россия) — за большой вклад в укрепление дружбы и сотрудничества с Российской Федерацией, развитие научных и культурных связей, активную благотворительную деятельность[2].